# 薩摩飛脚
「薩摩飛脚」（さつまひきゃく）は大仏次郎の小説、およびそれを原作とした映画・テレビドラマ。

## 概要
幕末期、薩摩藩に潜入した幕府の隠密である「薩摩飛脚」・神谷金三郎を主人公とした物語。

## 映画

### 1932年・1933年版
1932年9月15日に「薩摩飛脚 東海篇」、1933年4月13日に「薩摩飛脚 剣光愛欲篇」として公開。製作は日活。

#### スタッフ
- 監督・脚本：伊藤大輔（東海篇）、山中貞雄（剣光愛欲篇）
- 撮影：唐沢弘光（東海篇）、吉田清太郎（剣光愛欲篇）

#### キャスト
- 神谷金三郎：大河内伝次郎
- 松村四梅：澤村國太郎
- 松村欽之助：尾上助三郎
- 松村静：吉野朝子
- 芸者・小富：伏見直江
- 西沢英次郎：葛木香一
- 小松武太郎：山口佐喜雄
- 富田又之助：上村春親
- 魚屋・吉五郎：光岡龍三郎
- 目明し・利兵衛：高勢実乗
- 伊集院帯刀：市川小文治
- 有村一平太：尾上華丈
- 相良義人：久米譲（東海篇）→賀川清（剣光愛欲篇）
- 瑞海和尚：山本礼三郎
- 旅の女・お歌：マキノ智子
- やらずの清吉：浅香新八郎（東海篇）→星ひかる（剣光愛欲篇）
- 伊庭玄章：磯川勝彦（剣光愛欲篇）

### 1938年版
1938年8月13日に公開。製作は新興キネマ。1932年版の伊藤自身によるリメイク版である。
フィルムは現存しないと考えられていたが、2007年にロサンゼルスの全米日系人博物館から東京国立近代美術館フィルムセンターに寄贈された日系アメリカ人の伴武（ばん・たけし）のフィルムのコレクションから発見された。ただし、オリジナルがトーキーだったのに対し、発見されたフィルムはサウンドトラックのないサイレントである。現存86分。

#### スタッフ
- 監督：伊藤大輔
- 脚本：原健一郎
- 撮影：三木稔

#### キャスト
- 神谷金三郎：市川右太衛門
- お蘭：鈴木澄子
- 瑞海坊主：羅門光三郎
- お静：松浦妙子
- 松浦四海：市川男女之助
- やらずの清吉：浅香新八郎
- 小富：歌川絹枝
- 伊集院帯刀：寺島貢
- 伊庭玄章：荒木忍
- 西郷吉之助：嵐徳三郎
- 西沢善次郎：舟波邦之介
- 魚屋吉五郎：光岡竜三郎
- 目明し利兵衛：東良之助
- 松村欽之助：日高松子
- 有村一平太：桜井勇
- 是枝晋作：片桐恒男

### 1951年版
1951年12月21日に公開。制作は松竹京都撮影所。配給は松竹。モノクロ、スタンダード。上映時間は96分。

#### スタッフ
- 監督：内出好吉
- 製作：杉山茂樹
- 脚本：柳川真一
- 構成：伊藤大輔
- 音楽：鈴木静一
- 撮影：片岡清

#### キャスト
- 神谷金三郎：嵐寛寿郎
- 松浦四海：原健策
- 松村欽之助：藤間勘左衛門
- 萠：山田五十鈴
- 小富：宮城千賀子
- やらずの清吉：高田浩吉
- 瑞海坊主：三島雅夫
- お蘭：鮎川十糸子
- 魚屋の魚吉：小林重四郎
- 本田将監：海江田譲二
- 伊庭玄章：大谷富右衛門
- 伊集院帯刀：有島一郎
- 西澤：永田光男

### 1955年版
1955年11月1日に前篇、11月15日に完結篇が公開された。制作は東映。

#### スタッフ
- 監督：河野寿一
- 企画：坂巻辰男
- 脚本：比佐芳武
- 撮影：三木滋人
- 音楽：深井史郎

#### キャスト
- 神谷金三郎：市川右太衛門
- 松村欽之助：北原隆
- おるい：長谷川裕見子
- 堀江喜内：三島雅夫
- 池谷太七郎：河村満和
- 芸者小きん：花柳小菊
- 伊集院帯刀：進藤英太郎
- 志和地圭十郎：楠本健二
- 山の上大造：加賀邦男
- 有村庄八：津村礼司
- まむしの利兵衛：吉田義夫
- お神楽伝次：堺駿二
- 覚眞和尚：月形龍之介
- 梶川平馬：中野文男
- 小田切惣三郎：三条雅也（前篇）
- 柴田左十郎：夏川大二郎（前篇）
- 江見主膳：月形哲之介（前篇）
- 藤倉源左衛門：沢田清（前篇）
- 古賀同庵：上代悠司（前篇）
- 秋元但馬守：香川良介（前篇）
- 戸川佐内：有馬宏治（前篇）
- 女中てる：赤木春恵（前篇）
- 女中きよ：吉田江利子（前篇）
- 女中おくら：吉野登洋子（前篇）
- 有馬頼太：百々木直（前篇）
- 田原屋重兵衛：清川荘司（前篇）
- 舟宿女房おたき：浦里はるみ（前篇）
- 舟頭竹吉：杉狂児（前篇）
- 舟頭直吉：山内八郎（前篇）
- 舟頭長八：小田部通麿（前篇）
- 下男辰造：水野浩（前篇）
- 大野三十郎：関根栄二郎（前篇）
- お栄：鳳衣子（前篇）
- 松村伊織：原健策（完結篇）
- べっこうやお才：勝浦千浪（完結篇）
- 宗方新介：遠山恭二（完結篇）
- 山下五左衛門：浅野光男（完結篇）
- 赤堀玄哲：荒木忍（完結篇）
- べっこうや番頭：矢奈木邦二郎（完結篇）
- 助川源五兵衛：高松錦之助（完結篇）
- 北原清一郎：近江雄二郎（完結篇）
- 本多六右衛門：大文字秀介（完結篇）
- 未川久馬：大丸巌（完結篇）
- 吉田屋彦右衛門：明石潮（完結篇）
- 吉田屋手代長助：丘郁夫（完結篇）
- 黒装束の侍：加藤正男（完結篇）
- 豊後山荘の侍：国一太郎（完結篇）
- 蘭学者：三島良二（完結篇）

## テレビドラマ

### 1958年版
1958年10月4日から1959年4月25日まで読売テレビが制作し、日本テレビ系列で放送。全30回。放送時間（JST）は土曜20:00 - 20:30。早川電機工業（現：シャープ）の一社提供。

#### スタッフ
- 脚本：織田路史、高橋博
- 演出：香坂信之

#### キャスト
- 神谷金三郎：坂東吉弥
- 万代峰子
- 桂典子
- 吉野恵美蔵
- 双葉弘子
- 大谷正弥
- 荒木雅子
- 片岡仁左衛門

ほか

#### ネット局
※全国12局同時ネット（放送開始時点）。
- 讀賣テレビ（制作局）
- 日本テレビ
- 北海道放送
- ラジオ新潟テレビ
- 北陸放送
- 信越放送
- 静岡放送
- 中部日本放送
- 南海放送
- 西日本放送
- テレビ西日本
- 長崎放送

| 日本テレビ系 土曜20時台前半枠                                    | 日本テレビ系 土曜20時台前半枠 | 日本テレビ系 土曜20時台前半枠                                        |
| 前番組                                                           | 番組名                        | 次番組                                                               |
| ---------------------------------------------------------------- | ----------------------------- | -------------------------------------------------------------------- |
| 藤川兵助功名囃                                                   | 薩摩飛脚 （1958年版）         | シャープクライマックス 人生はドラマだ （20:00 - 21:00）              |
| 日本テレビ系 早川電機工業一社提供枠 【当番組のみ読売テレビ制作】 |                               |                                                                      |
| 白い桟橋 （土曜20:30 - 21:00） ※NTV制作                          | 薩摩飛脚 （1958年版）         | シャープクライマックス 人生はドラマだ （土曜20:00 - 21:00） ※NTV制作 |

### 1982年版
1982年6月11日、フジテレビ系列の「時代劇スペシャル」で放送。

#### スタッフ
- 脚本：広沢栄
- 監督：森一生
- 音楽：渡辺岳夫
- 殺陣：楠本榮一、美山晋八
- 特技：宍戸大全
- プロデュース：香取雍史、徳田良雄
- 企画：能村庸一、松木征二、西岡善信
- 制作：フジテレビ、俳優座映画放送、映像京都

#### キャスト
- 神谷金三郎：平幹二朗
- お才：太地喜和子
- 覚真：松村達雄
- 大目付：永井智雄
- 松村志保：水原ゆう紀
- 松村伊織：近藤洋介
- 伝次：橋本功
- 志和地圭十郎：南州太郎
- 伊集院玄八郎：川合伸旺
- 松村欽之助：大橋吾郎
- 伊集院帯刀：中村錦司